# Рікі Герберт
Річард «Рікі» Лойд Герберт (англ. Richard «Ricki» Lloyd Herbert, 10 квітня 1961, Окленд, Нова Зеландія) — новозеландський футболіст і тренер. Головний тренер національної збірної Нової Зеландії.

## Біографія

### Кар'єра гравця
Герберт виступав за збірні Нової Зеландії різних вікових груп. У період 1980—1989 років зіграв за національну збірну Нової Зеландії 61 гру та забив 7 голів.
Найбільших висот в клубному футболі досяг граючи за команду МТ Веллінгтон, з якою виграв три чемпіонати та два кубки (англ. Chatham Cup) Нової Зеландії. Також виступав за новозеландські клуби Оклендського Університету, Нельсон Юнайтед, австралійський Сідней Олімпік та британський Вулвергемптон Вондерерз.

### Кар'єра тренера
До того як очолити в 2005 році Повністю білих (англ. All whites — прізвисько збірної Нової Зеландії з футболу), Герберт привів Централ Юнайтед до здобуття двох кубків Нової Зеландії (1997, 1998) та титулу чемпіонів Нової Зеландії (1999).

## Нагороди

### Індивідуальні
- Найкращий Молодий Гравець року в Новій Зеландії 1980 року;
- Найкращий тренер року в Новій Зеландії 2007 року.

### Командні (як гравця)
МТ Веллінгтон
- Чемпіонат Нової Зеландії: 1980, 1982, 1986
- Кубок Нової Зеландії (англ. Chatham Cup): 1980, 1982

Сідней Олімпік
- Кубок Ліги Австралії: 1983

### Командні (як тренера)
- Чемпіонат Нової Зеландії: 1999
- Кубок Нової Зеландії (англ. Chatham Cup): 1997, 1998
- Володар Кубка націй ОФК: 2008
- Бронзовий призер Кубка націй ОФК: 2012